# Nicolás Castro
Nicolás Federico Castro (* 1. November 2000 in Rafaela) ist ein argentinischer Fußballspieler, der als Mittelfeldspieler für den KRC Genk spielt. Für die Spielzeit 2023/24 ist er an den FC Elche verliehen.

## Karriere

### Verein
Castro stammt aus der Jugend von Club Atlético 9 de Julio und schloss sich 2016 der Jugendakademie von Newell’s Old Boys an und kam 2019 erstmals in der Torneo Reserva für die zweite Mannschaft zum Einsatz. Am 3. Januar 2019 unterschrieb Castro seinen ersten Profivertrag bei Newell’s Old Boys. Sein Debüt für Newell’s Old Boys im Profifußball gab Castro am 25. November 2019 bei der 0:1-Niederlage in der argentinischen Primera División gegen Argentinos Juniors. Sein erstes Tor für den Verein erzielte er am 30. Juli 2021 bei einem 4:2-Heimsieg gegen Estudiantes de La Plata als er den Treffer zur 2:1-Führung in der 61. Minute erzielte. Er vollende einen Doppelpack als später im selben Spiel zum 4:2-Endstand traf. In der Saison 2021 erzielte Castro seinen Durchbruch, als er als Spielmacher in 22 Ligaspielen zum Einsatz kam, in denen er auf der fünf Treffer erzielen konnte. Daneben kam er auch in der Copa Sudamericana 2021 für den Verein zum Einsatz.
Im Sommer 2022 wechselte er zum belgischen Erstligisten KRC Genk, bei dem er einen Vertrag bis zum Ende der Saison 2026/27 unterschrieb. Ein Wechsel zu Eintracht Frankfurt war zuvor gescheitert. In seiner ersten Saison bestritt er 23 von 40 möglichen Ligaspielen sowie drei Pokalspiele für die 1. Mannschaft. Außerdem wurde er bei 4 von 32 möglichen Ligaspielen in der U 23-Mannschaft, die in der Division 1B spielt, eingesetzt.
Ohne in der neuen Saison noch ein Spiel für Genk bestritten zu haben, erfolgte Anfang August 2023 für den Rest der Saison eine Ausleihe zum Absteiger in die spanische Segunda División, dem FC Elche.

### Nationalmannschaft
Als Juniorennationalspieler kam Nicolás Castro bisher zweimal für die Argentinischen U-17-Junioren zum Einsatz.